# Inkognito
"Inkognito" (4 de mayo de 1985 en Cali, Valle del Cauca, Colombia), productor y Mc latino. Creador de música Rap de carácter social y político, creció en la Independencia en la población de Juan Antonio Ríos, Santiago de Chile. Su talento se ha visto plasmado en el  Rap Chileno en discos como: "Poblacional" y "Radical". Ha participado como productor en los discos del grupo chileno Salvaje Decibel y Movimiento Original , y ha colaborando como "MC" en el disco "Acertijos" de Aerstame y "Soldado de Hierro". Es integrante del reconocido grupo de rap chileno "RimaTerapia".
"Inkognito" ha sido reconocido como solista y es el creador de dos discos de éxito titulados: "Gallo Rojo" (2010) y "Pinganillas Vol.1" (2013). En el 2016 su álbum "Pinganillas Vol.2" salió a la luz y se destacó por  contar con la colaboración de diversos grupos y cantantes del género rap tales como: "Funky Flu" (Salvaje Decibel), Matiah Chinaski (Mente Sabia Cru), CreaBeatBox, y la participación internacional de "Tortu aka - Don Miguel" desde Argentina, entre otros.

## Gallo Rojo (2010)
En el año 2010 con la ayuda de la productora "PatiandoLaPerra Record", "Inkognito" creó su primer LP y su primera copia física. El disco titulado "Gallo Rojo" fue considerado como un clásico dentro de la escena del rap Chileno, no por ser un disco para un público masivo, sino por ser un disco de carácter social y político trabajado bajo una línea de instrumentación única, contando con una variedad de 16 instrumentales compuestos solamente de boleros. "Gallo Rojo" fue producido en su totalidad por "Pekaú" e "Inkognito" y fue rayado por "Dj Rockinn".  "Gallo Rojo" asombró al público incluyendo en la grabación del disco a las voces de artistas como: "Portavoz", Aerstame (Movimiento Original), "Chilenos Mc's", "Marea" (Dead Jonkie), "Mokozo Peewee", "Pekaú", "Dj Cidtronyck" y "Dj Bicho". 
En el 2011 "Gallo Rojo" se consideró como uno de los mejores discos del género rap y su impacto se vio reflejado en la invitación de su autor al popular Festival de Hip Hop "Planeta Rock" del año 2012.

## Pinganillas Vol.1 (2013)
"Pinganillas" es el título del segundo álbum publicado por "Inkognito" en 2013. El álbum se divide en dos volúmenes producidos por "PatiandolaPerra Record" los cuales fueron titulados "Pinganillas Vol.1" y "Pinganillas Vol.2".
El 12 de abril se difundió a través de internet el  "álbum Pinganillas Vol.1", el cual sobresale por su innovación instrumental y que ha diferencia del primer disco de "Inkognito" ("Gallo Rojo")  acude a distintos ritmos de la ya conocida "Fórmula del Bolero". El autor se apoyó en "Pekaú" y "Rapzor" para la creación de las melodías del nuevo disco. El volumen contó con la participación de talentos chilenos como: "Funky Flu" de Salvaje Decibel , "Belona MC" , "Dasen" del círculo de "Emece" y "Pekaú" y fue rayado completamente por "Dj Bicho".
Para "Inkognito" el volumen 1 de "Pinganillas" también fue el primero que incluyó trabajos de carácter audiovisual. Junto a "Euforia Films" presentó su primer video musical, "Vivir Agradeciendo", donde colabora "Dasen" (Círculo de Emece). Tiempo después junto a "Sabotaje Audiovisual", "Inkognito" nos presenta su segundo video musical correspondiente al tema "Detrás de cada Rima". En el año 2013 presentó un registro audiovisual de la canción "Ghetto Politics" donde colabora junto a "Kwote 1" (The Gream Reapers), "Capital X" (Guerrilla Republik), Dj CidTronick (Salvaje Decibel), y "BorderLine" y "No Borders" en el Beat.
El álbum "Pinganillas" le da a "Inkognito" la oportunidad de poder viajar a México, Distrito Federal, y así ser uno de los pocos artistas que han tenido la oportunidad de lanzar un disco en otro país.

## Pinganillas Vol.2 "AnotherCut version" (2014-2016)
"PatiandolaPerra Record" hizo posible la nueva producción de "Inkognito" que constituyó el volumen 2 de "Pinganillas" dividido en dos tomos, Side A y Side B, presentada el año 2014 y 2016 respectivamente . La instrumentación de este disco, a diferencia de los anteriores, incluye la participación de varios "beatmakers" del medio nacional (Tadisck'One, Gamma One de Argentina, Pekau , Esladece, Loostbeat aka Willking, GatoJazz, MestBeats e Inkognito) siguiendo la línea musical de la primera versión de "Pinganillas". Pinganillas Vol2 es un disco producido en su totalidad bajo el concepto de Mixtape. La mezcla de audios grabados por otros artistas, diálogos de películas, audios documentales y "samples" originales junto a una producción netamente basada en los años 90, la época dorada del rap, basándose en el Digging Sample, nos dan la sensación de que el disco es un solo track de larga duración. 
En las colaboraciones podemos encontrar a varios Mc's del medio nacional como también Internacional, nombres como "Tortu aka - Don Miguel" de la "Conexión Real" (Buenos Aires - Argentina), Escobar Teatrofia, Hoprez del Sharko, Thay Pirofonia, Matias Chinaski , No hay ni padre (NHLNP) , Funky Flu , Esladece , Kaosterino , La Plebe , Dj Nikortes , Dj Somes , Dj Bicho y Dj SeeAll. 
El "SideA" de la producción doble del Vol. 2 de "Pinganillas" envuelve (temáticamente hablando), duras problemáticas sociales como el machismo y los problemas de género en la sociedad (Mujer Bonita), la delincuencia del Hampa y la identidad en las poblaciones de Chile (Mi nombre es Hampa), los crímenes perpetuados por el Estado y la Policía Chilena (CNI), el silencio con el cual operan grandes empresas privadas en Chile y como estas incluyen figuras políticas (Capucha) y cómo el arte es manipulado por las grandes industrias del marketing y el comercio (Eso es el Arte), entre otros. 
El "SideB" retrato temáticas más artísticas a diferencia del primer tomo , las problemáticas del lenguaje (Lenguaje clásico) , el concepto artístico de Patria "la Patria" , el poder de la palabra (Mi arma mi palabra) , el problema con el narcotráfico y las instituciones que le avalan (Fuma) entre muchas otras.
"Pinganillas Vol.2" fue presentado en distintos países de Latinoamérica, realizando giras en países como México , Ecuador y Colombia. Y fue reconocido por la "Convencion HipHop" como uno de los discos más recomendados en el 2016.

## Impia Malavita (2017)
En diciembre del año 2017, "PatiandoLaPerra Records" nos presenta el último disco en formato EP de "Inkognito", "Impia Malavita" es un trabajo musical de 10 canciones, trabajadas en su totalidad por "Inkognito", desde la búsqueda de los samples ambientados en esta oportunidad en la música Jazz, hasta la realización de la gráfica digital del disco. Este título musical consta de un videoclip promocional producido por el Colectivo "Sabotaje Audiovisual", quienes realizaron la producción de la canción "Keep it Real".
Las temáticas de "Impia Malavita" tienen una perspectiva latinoamericana, tras un año de estudios y conocimientos de las diferentes problemáticas indígenas, campesinas y urbanas que envuelven a este continente. Tras un largo recorrido de territorios, por parte de "Inkognito", apreciamos que este material musical cuenta realidades de países como Colombia, Argentina, México y Honduras. Como también se puede apreciar un fuerte reconocimiento a los procesos insurgentes que se conocen en América Latina y también las diversas luchas territoriales que se levantan en la "Abya Yala". 
"Impia malavita" fue presentado a finales del año 2017 en Chicago, EE. UU.. Gira promocional a cargo de "Chicago Ska Collective".